# 1932 en science-fiction
| Années de la science-fiction : 1929 - 1930 - 1931 - 1932 - 1933 - 1934 - 1935    |
| Décennies de la science-fiction : 1900 - 1910 - 1920 - 1930 - 1940 - 1950 - 1960 |

L'année 1932 a été marquée, en matière de science-fiction, par les événements suivants.

## Naissances et décès

### Naissances
- 7 juin : Kit Reed, écrivain américain, morte en 2017.
- 9 juillet : John Anthony West, écrivain américain, mort en 2018.
- 15 août : Robert Forward, écrivain américain, mort en 2002.
- 28 septembre : Michael Coney, écrivain britannique, mort en 2005.
- 7 novembre : Vladimir Volkoff, écrivain français, mort en 2005.
- 8 novembre : Ben Bova, écrivain américain, mort en 2020.

### Décès
- Rokeya Sakhawat Hussain (1880 – 1932) autrice de Rêves de sultane.

## Prix
La plupart des prix littéraires de science-fiction actuellement connus n'existaient alors pas.

## Parutions littéraires

### Romans
- La Cité des chats par Lao She.
- Le Meilleur des mondes par Aldous Huxley.
- La Ferme de cousine Judith par Stella Gibbons.

### Nouvelles
- Les Cités d'Ardathia par George Henry Weiss.

## Sorties audiovisuelles

### Films
- L'Atlantide par Georg Wilhelm Pabst.
- L’Île du docteur Moreau par Erle C. Kenton.
- Six Hours to Live par William Dieterle.